# La Bolsa
La Bolsa ist eine Ortschaft im Norden Uruguays.

## Geographie

### Lage
Sie liegt im südöstlichsten Teil des Departamento Artigas. Einige Kilometer nordnordöstlich befindet sich Rincón de Pacheco, westlich ist Paso Campamento die nächstgelegene Ortschaft.

### Bodenschätze
Bei La Bolsa finden sich Achat- und Amethyst-Vorkommen.

## Einwohner
La Bolsa hat 16 Einwohner, davon neun Männer und sieben Frauen (Stand: 2011). Bei den vorhergehenden Volkszählungen von 1963 bis 2004 wurden für den Ort keine statistischen Daten erfasst.
| Jahr | Einwohner |
| ---- | --------- |
| 1996 | -         |
| 2004 | -         |
| 2011 | 16        |

Quelle: Instituto Nacional de Estadística de Uruguay